# Донбас в огні
«Донбас в огні. Путівник зоною конфлікту» — путівник, книга, підготовлена експертами Центру дослідження безпекового середовища «Прометей» за підтримки Канадського Фонду підтримки місцевих ініціатив. Презентація книги відбулася 17 березня 2017 року в Українському кризовому медіа-центрі.

## Анотація
Видання є підсумком багатомісячної праці колективу авторів із різних сфер компетенції: розслідувальної журналістики, регіоналістики, історії та державного управління. Книга покликана ознайомити читача з передумовами, перебігом та наслідками війни на Донбасі. У виданні зібрана інформація, корисна для журналістів, спостерігачів та дослідників воєнного конфлікту на сході України.
Книга опублікована основними мовами Мінської групи ОБСЄ: українською, англійською, німецькою, французькою, російською. Крім друкованого тиражу, усі мовні версії доступні для завантаження на сайті Центру «Прометей».
Книга корисна для іноземних журналістів, вона містить базову інформацію, необхідну для роботи в зоні АТО, у ній багато оригінальних мап зони конфлікту, як окупованої території, так і не окупованої її частини. Серед іншої довідкової інформації в книзі опубліковано систематизовані спільнотою InformNapalm докази участі Російської Федерації у війні проти України.

## Зміст
У книзі можна виділити три основні блоки:
1. Опис Донбасу як регіону;
2. Хроніка російсько-українського збройного конфлікту на Донбасі (військові дії, окупації, деокупації);
3. Блок, що пояснює гібридний характер війни. Він складається з двох підрозділів:
  - Аналізу інформації про те, як медіа говорять про Донбас, аналіз російської пропаганди;
  - Механіка та докази російської агресії (матеріали супроводжуються QR-кодами, які ведуть до детальних розслідувань, проведених OSINT-розвідниками InformNapalm).

У додатках — перелік декомунізованих назв населених пунктів Донецької та Луганської областей, міжнародно-правова кваліфікація дій Росії як агресії.

## Поширення книги в Україні та за кордоном

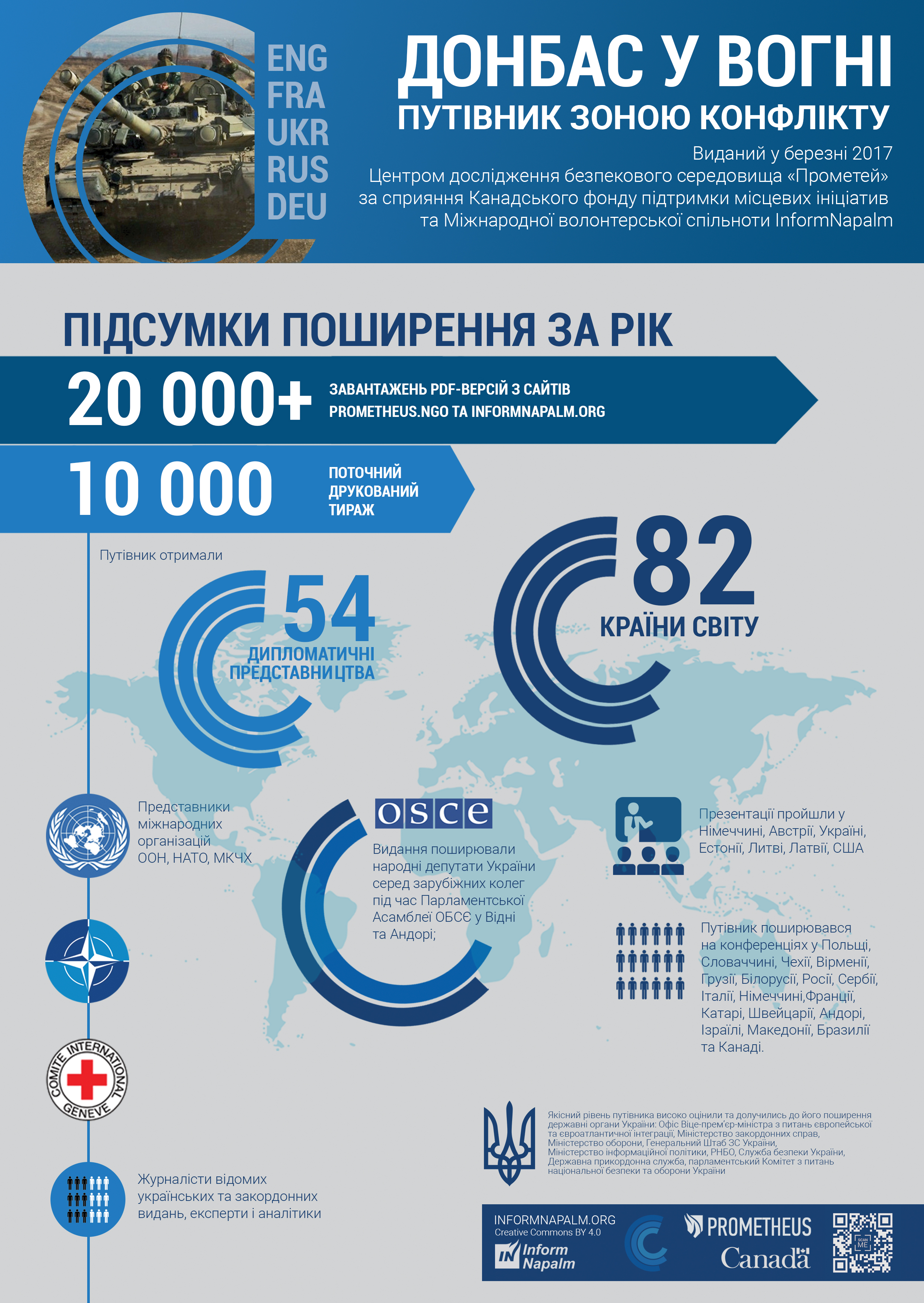
Infographic: The book "Donbas in Flames". Distribution over the year

У 2018 році керівники проекту підбили підсумки поширення книги в Україні та світі.
Книга розповсюджується безкоштовно в електронному та друкованому вигляді. За рік електронний варіант книги різними мовами було завантажено понад 20 тисяч разів у 82 країнах світу. Поширено 10 тисяч примірників друкованого тиражу.
Презентації книги пройшли у різних містах України, а також в Естонії, Литві, Латвії, Німеччині, Австрії та США. Путівник поширювали під час міжнародних заходів, конференцій, круглих столів у Польщі, Словаччині, Чехії, Вірменії, Грузії, Білорусі, Росії, Сербії, Італії, Німеччині, Франції, Катарі, Швейцарії, Андорі, Ізраїлі, Македонії, Бразилії та Канаді.
До розповсюдження путівника долучились  державні органи України: офіс віце-прем’єр-міністра з питань європейської та євроатлантичної інтеграції, Міністерство закордонних справ, Міністерство оборони, Генеральний Штаб Збройних Сил України, Міністерство інформаційної політики, РНБО, Служба безпеки України, Державна прикордонна служба, парламентський Комітет з питань національної безпеки та оборони України. Народні депутати поширювали путівник серед своїх зарубіжних колег під час Парламентської Асамблеї ОБСЄ у Відні та Андорі.
Друковані примірники отримали бібліотеки українських та закордонних вищих навчальних закладів, центральні бібліотеки України та Бібліотека Конгресу США.
На прохання Міністерства юстиції України матеріали видання були деталізовані авторами та оформлені по процедурі в якості доказів російської агресії на Донбасі для Європейського суду з прав людини в справі «Україна проти Росії (V)».

## Відгуки
Відгук на книгу американського історика японського походження Куромія Хіроакі, професора Університету Індіани (США), автора книг про історію та політику на Донбасі: «Це чудовий короткий путівник — обов'язковий до читання всім, хто прагне зрозуміти спустошений військовими діями регіон. Рекомендую».